# Francis E. Rives
Francis Everod Rives (* 14. Januar 1792 im Prince George County, Virginia; † 26. Dezember 1861 in Petersburg, Virginia) war ein US-amerikanischer Politiker. Zwischen 1837 und 1841 vertrat er den Bundesstaat Virginia im US-Repräsentantenhaus.

## Werdegang
Francis Rives besuchte die öffentlichen Schulen seiner Heimat. Danach betätigte er sich als Pflanzer. Überdies arbeitete er in Virginia und North Carolina beim Eisenbahnbau und in der Verwaltung von Eisenbahngesellschaften. Gleichzeitig schlug er eine politische Laufbahn ein. Zwischen 1821 und 1831 saß er im Abgeordnetenhaus von Virginia; von 1831 bis 1836 gehörte er dem Staatssenat an. Er wurde Mitglied der 1828 gegründeten Demokratischen Partei.
Bei den Kongresswahlen des Jahres 1836 wurde Rives im 17. Wahlbezirk von Virginia in das US-Repräsentantenhaus in Washington, D.C. gewählt, wo er am 4. März 1837 die Nachfolge von John M. Patton antrat. Nach einer Wiederwahl konnte er bis zum 3. März 1841 zwei Legislaturperioden im Kongress absolvieren. Seit 1839 war er Vorsitzender des Wahlausschusses. Im Jahr 1840 verzichtete Rives auf eine weitere Kongresskandidatur.
Zwischen Mai 1847 und Mai 1848 amtierte er als Bürgermeister von Petersburg. In dieser Stadt ist Francis Rives am 26. Dezember 1861 auch verstorben.